# Liriomyza certosa
Liriomyza certosa är en tvåvingeart som beskrevs av Spencer 1961. Liriomyza certosa ingår i släktet Liriomyza och familjen minerarflugor. Inga underarter finns listade i Catalogue of Life.